# Ivica Vidović
Ivica Vidović (Beograd, 10. svibnja 1939. – Zagreb, 18. travnja 2011.) bio je hrvatski kazališni, televizijski i filmski glumac.

## Životopis

### Karijera
Diplomirao je 1963. godine na Kazališnoj akademiji u Zagrebu. Prvi angažman dobio je u HNK u Zagrebu, a kasnije je član i drugih kuća (Dramsko kazalište Gavella, Teatar &TD, česte suradnje s HNK u Splitu); posebno se ističe u modernom repertoaru (Handke, Shaffer, Stoppard, Ionesco, Kundera, Jelačić Bužimski, Gavran), za što je višestruko nagrađivan. Jedan od najistaknutijih filmskih glumaca koji su se pojavili na prijelazu u 1970-e godine.
U hrvatski i ondašnji jugoslavenski film unosi novi tip introvertiranoga, deziluzioniranoga suvremenoga urbanog junaka (odn. antijunaka) i gubitnika. Mladolika izgleda, pomalo sporih, "melankolično-snenih reagiranja", osobito sugestivno tumači zbunjene, u prikazanim životnim, posebno u političkim okolnostima nesnalažljive osobe: ideal borca NOB-e u Zasedi (1969.) Živojina Pavlovića, "beckettovskog" junaka u iščekivanju u filmu Idu dani (1970.) Fadila Hadžića, prigradskog marginalca u filmu Kužiš stari moj (1973.) Vanče Kljakovića, za što je nagrađen Srebrnom arenom u Puli, intelektualca psihološkim terorom prisiljenog na kolaboraciju u Prijekom sudu (1978.) Branka Ivande, usamljene intelektualce u Ritmu zločina (1981.) i Čovjeku koji je volio sprovode (1989.) Zorana Tadića te uloga hrsuza (mangupa) Halilčića u televizijskoj seriji Tale (1977.). Posebnost u njegovu filmskom opusu predstavlja lik (s crnohumornim značajkama) sovjetskoga klizačkog prvaka u filmu W. R. - Misterije organizma (1971.) Dušana Makavejeva. U kontekst stvorenog tipa potpuno se uklapa i uloga koja mu je donijela golemu popularnost - uloga osobenjaka Servantesa u televizijskoj seriji Naše malo misto (i filmu Servantes iz malog mista, 1982.) Danijela Marušića, kao i kasnije naslovni lik u televizijskoj seriji Inspektor Vinko Kreše Golika. 
Godine 1998., zajedno sa suprugom Gordanom Gadžić osniva Kazališnu družinu Teatar Rugantino gdje je do svoje smrti bio umjetnički direktor, ali i glumac i redatelj.

### Nagrade
U nekoliko posljednjih godina Ivica Vidović dokazivao je svoj glumački vitalitet radeći i s mlađim redateljima, okrunjujući kvalitetu i konstantnost svojih interpretacija novim nagradama. 
- 1996. godine odlukom predsjednika Republike Hrvatske Ivica Vidović odlikovan je Redom Danice Hrvatske s likom Marka Marulića.

- 2005. godine dobio je godišnju Nagradu "Fabijan Šovagović" koju dodjeljuje Društvo hrvatskih filmskih redatelja glumcu/glumici čije je djelo ostavilo trajan trag u povijesti hrvatskoga filma.

- 2005. godine dobio je Nagradu grada Zagreba.

### Posljednje počivalište
Po svojoj želji pokopan je u Komiži. Komemoracija u spomen na velikana hrvatskog glumišta Ivicu Vidovića održana je 21. travnja 2011. točno u podne u njegovu matičnom kazalištu “Gavelli”. Posljednji ispraćaj održan je isti dan u 16:45 sati na zagrebačkom groblju Mirogoju. Pogreb je održan 22. travnja u 16 sati na gradskom groblju u Komiži. U ime brojnih Komižana, od velikog glumca i jedinstvenog čovjeka oprostio se komiški pjesnik Jakša Fiamengo uz emotivan govor u kojem se prisjetio svih Vidovićevih važnijih uloga.

## Filmografija

### Televizijske uloge
- "Dome slatki dome" kao Šime Svrtila (2010.)
- "Stipe u gostima" kao Vlado Šimić (2010.)
- "Mamutica" kao Leon (2008.)
- "Bitange i princeze" kao Rade Kobeščak (2007.)
- "Luda kuća" kao Stjepan Majer (2005.)
- "Naša mala klinika" kao Dr. Ante Guzina (2004. – 2007.)
- "Novo doba" kao Filip Gudić (2002.)
- "Tražim srodnu dušu" kao Franjo Perčec (1990.)
- "Zagrljaj" (1988.)
- "Inspektor Vinko" kao Vinko Marinić (1984. – 1985.)
- "Velo misto" kao Očalinko (1981.)
- "Tale" kao Hrsuz Hailčić (1977.)
- “Zec“ (1975)
- "Vrijeme ratno i poratno" (1975.)
- “Psihopati“ (1974)
- "Građani sela Luga" kao Vojin (1972.)
- "Naše malo misto" kao Servantes Tonči (1971.)
- "Uniforme" (1971.)

### Filmske uloge
- "Top je bio vreo" kao Vlaja (2011.)
- "Bella Biondina" kao Merika Merika (2011.)
- "Gdje pingvini lete" kao Stanko (2008.)
- "Gospođa za prije" kao Franjevac (2007.)
- "Trešeta" kao Šarlija (2006.)
- "Što je muškarac bez brkova?" kao biskup (2005.)
- "Pušća Bistra" kao Joža (2005.)
- "Družba Isusova" kao Otac Ivan (2004.)
- "Vizije Europe" (2004.)
- "Svjetsko čudovište" (2003.)
- "Fine mrtve djevojke" kao Blaž (2002.)
- "U sjeni Green Hilla" kao Bepo (2002.)
- "Starci" kao ribar Jure (2001.)
- "Četverored" kao Silvije Hižar Capella (1999.)
- "Maršal" kao Martin (1999.)
- "Kad mrtvi zapjevaju" kao Marinko (1998.)
- "Čudnovate zgode šegrta Hlapića" kao Markov otac (glas) (1997.)
- "Sedma kronika" kao magister (1996.)
- "Kako je počeo rat na mom otoku" kao Dante (1996.)
- "Brod" (1992.)
- "Karneval, anđeo i prah" (1990.)
- "Orao" kao Krešo (1990.)
- "Čovjek koji je volio sprovode" kao Filip Stanić (1989.)
- "Buža" kao Pere (1988.)
- "Neobični sako" (1984.)
- "Servantes iz Malog Mista" kao Servantes (1984.)
- "Ritam zločina" kao Ivica (1981.)
- "Usporeno kretanje" (1979.)
- "Prijeki sud" (1978.)
- "Slučaj Filipa Franjića" (1978.)
- "Vučari Donje i Gornje Polače" (1978.)
- "Zašto je pile žuto, a koka nije?" (1977.)
- "Izbavitelj" kao Ivan Gajski (1976.)
- "Zec" kao Doringer (1975.)
- "Posljednja utrka" (1975.)
- "Psihopati" (1974.)
- "Kužiš stari moj" kao Glista (1973.)
- "Piknik na frontu" kao Zapo (1973.)
- "Putovanje" (1972.)
- "Ptičje kupalište" kao Frankie (1972.)
- "Roman sa kontrabasom" (1972.)
- "W.R. - Misterije organizma" Vladimir Iljič (1971.)
- "U gori raste zelen bor" kao Ivan (1971.)
- "Lisice" kao Musa (1970.)
- "Onkraj" kao Damjan (1970.)
- "Idu dani" (1970.)
- "Madeleine, mon amour!" (1970.)
- "Kad čuješ zvona" (1969.)
- "Zasjeda" kao Ivan (1969.)
- "Đema Kapoli" (1968.)
- "Prometej s otoka Viševice" (1964.)
- "Rana jesen" kao Pepi (1962.)

### Sinkronizacija
- "Nebesa" kao Čarls Manz (2009.)
- "Izbavitelji" kao Rick Rukola (2004.)

## Vanjske poveznice
- Ivica Vidović u internetskoj bazi filmova IMDb-u (engl.)
- Stranica na Rugantino.hr  Arhivirana inačica izvorne stranice od 13. siječnja 2012. (Wayback Machine)
- Stranica na Pulafilmfestival.hr  Arhivirana inačica izvorne stranice od 9. prosinca 2008. (Wayback Machine)